# Pseudocyphellaria norvegica
Pseudocyphellaria norvegica är en lavart som först beskrevs av Vilmos Kőfaragó-Gyelnik, och fick sitt nu gällande namn av P. James. Pseudocyphellaria norvegica ingår i släktet Pseudocyphellaria och familjen Lobariaceae.   Inga underarter finns listade i Catalogue of Life.